# Keserangan (Ciruas)
Keserangan is een bestuurslaag in het regentschap Serang van de provincie Banten, Indonesië. Keserangan telt 4105 inwoners (volkstelling 2010).